# Hans Robert Weihrauch
Pour les articles homonymes, voir Weihrauch.
Hans Robert Weihrauch (1909 - 1980) est un historien d'art allemand. Conservateur du musée national de Bavière, il publia plusieurs monographies et de nombreux articles sur la peinture et la sculpture des XVIe au XVIIIe siècles.

## Biographie
Hans Robert Weihrauch naît le 13 février 1909 à Metz, en Lorraine. Après une scolarité classique, il poursuit ses études en Histoire de l'Art. En 1935, ses recherches portent sur la Renaissance italienne et Jacopo Sansovino. Il continue à publier pendant la Seconde Guerre mondiale. Après guerre, Weihrauch devient conservateur du patrimoine en Bavière. Il est nommé conservateur du Bayerisches Nationalmuseum, le musée national de Bavière. Il en prendra plus tard la direction.
Hans Robert Weihrauch meurt en 1980.

## Publications
- Bronzeplastik : Erwerbungen von 1956-1973, Bayerisches Nationalmuseum, Munich, 1974.
- Bayerisches Nationalmuseum : Führer durch die Schausammlungen, 11. Ausg., Bayerisches Nationalmuseum, Munich, 1972.
- Hanns Georg Fux : Elfenbeinschnitzer u. Bildhauer in Straubing , Straubing : Johannes-Turmair-Gymnasium, 1968.
- Europäische Bronzestatuetten, Klinkhardt u. Biermann, Braunschweig, 1967.
- Florentinische Barockplastik : die Kunst am Hofe der letzten Medici 1670 - 1743, in: Buchbesprechungen, 1962 (p.387-389).
- Ein unbekanntes Frühwerk von Andrea Riccio, Bruckmann, Munich, 1960.
- Giovanni Bologna (1529-1608) : "die Architektur", Bruckmann, Munich, 1958.
- Die Bildwerke in Bronze und in anderen Metallen, Munich : Bruckmann, 1956.
- De beeldhouwkunst van het Manierisme, in: De triomf van het Maniërisme, 1955 (p.31-35).
- Johann Moritz Rugendas : ein vergessener Romantiker, in: Die Kunst und das schöne Heim, vol. 51, 1953 (p.321-324).
- Adolf von Hildebrand 1847-1921, in: Antike und Abendland, vol. 3, 1948 (p.251-254).
- Hans Baldung Grien, Kupferberg, Mayence, 1948.
- Notizen zum Kreis des Adriaen de Vries, in: Zeitschrift des historischen Vereins für Schwaben, vol. 54, 1941 (p.1-9).
- Studien zum bildnerischen Werke des Jacopo Sansovino, . H. Ed. Heitz, Strasbourg, 1935.
- Eine unbekannte Kleinbronze des Jacopo Sansovino in Frankfurt am Main, Heitz , Strasbourg, 1935 (p.153-155).

## Sources
- Thésaurus du CERL
- Die Bildwerke in Bronze und in anderen Metallen